# Antonio Rüdiger
Antonio Rüdiger, född 3 mars 1993, är en tysk fotbollsspelare (mittback) som spelar för Real Madrid. Han är halvbror till fotbollsspelaren Sahr Senesie.

## Klubbkarriär
Den 9 juli 2017 värvades Rüdiger av Chelsea, där han skrev på ett femårskontrakt.
Den 2 juni 2022 värvades Rudiger av Real Madrid, där han skrev på ett fyraårskontrakt.

## Landslagskarriär
Rüdiger debuterade för Tysklands landslag den 13 maj 2014 i en 0–0-match mot Polen.
I november 2022 blev Rüdiger uttagen i Tysklands trupp till VM 2022.